# 万盛东站 (重庆市)
万盛东站，位于中华人民共和国重庆市綦江区东林街道，是三万南铁路上的火车站，建于1947年，由成都铁路局管辖。车站设有候车室、站台、货场各1个，货位55个，总面积2650平方米:322。
目前车站仅办理货运业务，散堆装货物仅办理非金属矿石发送。站内设有通往南桐矿业、万安贸易和解放军59458部队的专用线。

## 歷史
- 建于1947年，1953年投入使用[4]。
- 1986年，三万铁路万盛延伸至南川工程开工，1990年竣工[4]。
- 2004年3月8日，重庆至万盛的5617/5618次普客停运，车站业务仅剩货运[4]。
- 2012年底进行三南铁路扩能改造，车站改建。原万盛站2016年更名为万盛东站[6]。

## 車站周邊
- 中国邮政储蓄银行万盛火车站邮政储蓄所
- 中国联通东林营业厅
- 中国邮政储蓄银行东林邮政储蓄所
- 中国工商银行鱼田堡分理处

## 外部連結
- 中国铁路客户服务中心（页面存档备份，存于）